# Col de Bébour
Le col de Bébour est un col de montagne des Hauts de l'île de La Réunion, département d'outre-mer français dans l'océan Indien. Séparation entre le plateau de la Petite Plaine et celui qui accueille la forêt de Bébour, soit l'ancien cirque naturel appelé cirque des Marsouins, il constitue une frontière officielle entre le territoire communal de La Plaine-des-Palmistes et celui de Saint-Benoît.
Ouvert toute l'année, ce col situé à 1 414 mètres d'altitude est traversé par la route forestière de Bébour-Bélouve, une route forestière qui mène jusqu'à la forêt de Bélouve, cul-de-sac en surplomb du cirque de Salazie, où l'on peut toutefois descendre par un sentier de randonnée. On y trouve un parking et une table d'orientation permettant d'apprécier la vue environnante, qui donne sur le piton des Neiges.